# سنور الكودكود
الكُدْكُد (الاسم العلمي: Leopardus guigna) حيوان ثديي من فصيلة السنوريات ومن الأسرة القطية ومن جنس القط النمري، يتميز برأسه الصغير وأذناه المستديرتان وذيله القصير والسميك وأقدامه الواسعة.

## الوصف

### السلوك العام

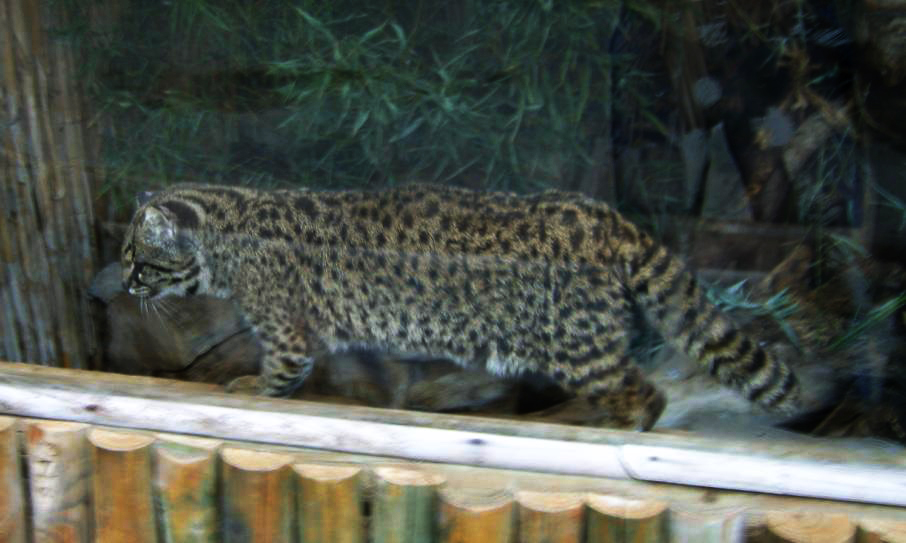
سنور كدكد أصفر ومنقط بالأسود

الكدكد هو أصغر السنوريات المفترسة في أمريكا الجنوبية، حيث أن طول رأسه يتراوح ما بين 40 و 52 سنتيمتر؛ مع طول ذيل يصل إلى 19 سنتيمتر كحد أدنى و25 كحد أقصى، في حين تتراوح كتلته ما بين 1.5 و 3 كيلوغرام، مع متوسط كتلة تُقدر ب 2.2 كيلوغرام. كما تجدر الإشارة إلى أنه في العادة يكون ذكر الكدكد أكبر مقارنة بأنثاه.
كما تم الإشارة سابقًا، فحجم الرأس ليس كبيرًا، لكنه يتمتع بأذنان كبيرتان ودائريتان، أما الذيل فهو تخين وقصير نوعًا ما لكنه وبالرغم من ذلك فهو يمثل ثلث الطول الكلي لهذا الصنف من السنوريات. أقدام الكدكد واسعة وتحتوي على بُرْثُن،ْوصفه الكاتب بيتر جاكسون بأنه «جبار ومتماسك».

### الفرو
يتكون فرو الكدكد من مجموعة من القطع الصغيرة والدائرية التي تُشكل أو بالأحرى تحيط بجلده كاملا، أما البلعوم فيكون في غالب الأحيان قاتما وداكنا، في حين يتكون الذيل من 10 إلى 12 حلقية سوداء، عموما فالقطع تُكَوِّنُ رباط متكامل حول الكتف والرأس الذي يضم الأذنين والتي تَكُونُ عادة سوداء عند طيتها مع لطخة بيضاء في الوسط
يتغير لون الكدكد حسب توزيعه ومناطق عيشه، حيث يكون لونه واضحا وأكثر تناسقا في شمال ووسط تشيلي بينما يكون مختلطا ومنقطا في جنوب نفس الدولة.

### مقارنة مع سنوريات أخرى
الكدكد يُشبه إلى حد بعيد قط جيوفروي ، حيث أن هناك تطابق نسبي في معظم مكونات الشكل الخارجي مع ملاحظة أن الكدكد يتمتع بأذنان أكبر وفي المقابل فذيله أصغر.

## الملاحظات
1. ↑  ما يكون فيه المِخلب من الجوارح
2. ↑  الاسم العلمي لهذا القط هو Leopardus geoffroyi